# Tesero
Tesero és un municipi italià, dins de la província de Trento. L'any 2007 tenia 2.785 habitants. Limita amb els municipis de Cavalese, Deutschnofen (BZ), Panchià, Pieve Tesino, Predazzo i Varena.

## Administració
| Període | Identitat         | Partit        |
| ------- | ----------------- | ------------- |
| 2004-   | Giovanni Delladio | Llista cívica |